# Penisola di Shimokita

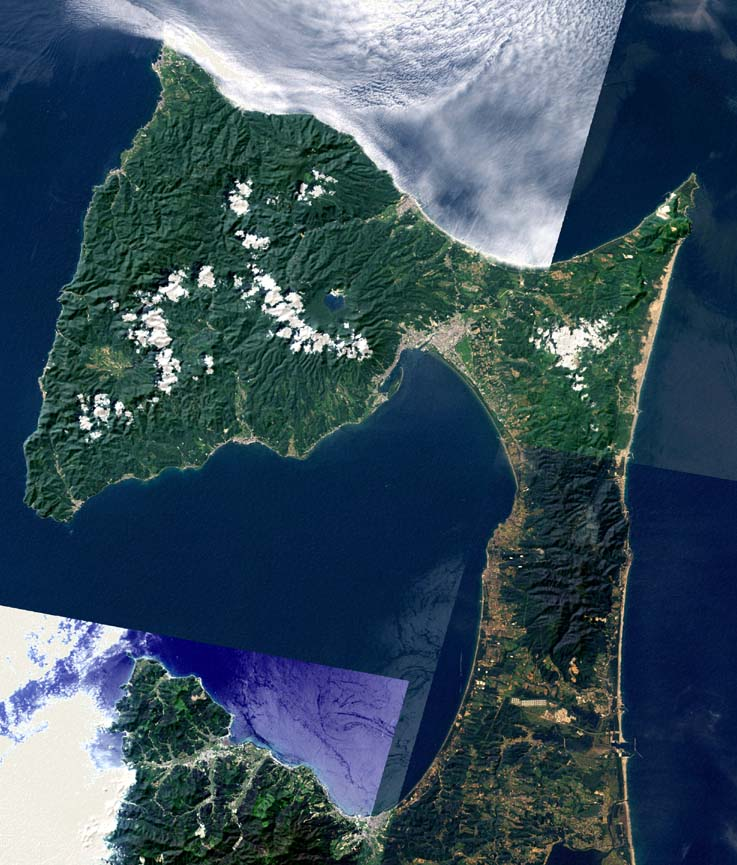
Immagine Landsat della penisola di Shimokita

La penisola di Shimokita (下北半島, Shimokita-hantō) costituisce la più remota appendice settentrionale dell'isola giapponese dello Honshū, protesa verso l'Hokkaidō. Amministrativamente fa parte della prefettura di Aomori.
Con la forma di un'ascia diretta verso ovest, la penisola, è collegata al resto dell'isola da un sottile "manico", con una "lama" montagnosa che punta verso la baia di Aomori. La popolazione si concentra, seppur con densità molto basse, lungo le coste, mentre l'interno, coperto da fitte foreste è pressoché disabitato.
Shimokita è famosa per il sito del monte Osore, l'ingresso dell'inferno secondo la mitologia giapponese, a causa del suo paesaggio desolato e a tratti inquietante, anche a causa della spesso presente nebbia e delle solfatare in attività. 
Altre mete che richiamano molti turisti sono le terme Yagen situate lungo un corso d'acqua che si addentra nella penisola, e le scogliere di Hotoke-ga-ura, scolpite dal vento e richiamanti, secondo i locali, l'aspetto di tanti buddha, e il villaggio di Rokkasho, dove si trova fra l'altro una centrale nucleare.
Nel 2012 il Giappone ha stabilito un nuovo record per la perforazione oceanica, raggiungendo i 2111 metri sotto il livello del mare al largo della penisola di Shimokita.